# Beda il Venerabile
Beda, anche noto come Beda il Venerabile (in latino Beda Venerabilis, in antico inglese Baeda o Bēda; Regno di Northumbria, 672-673 circa – Jarrow, 26 maggio 735), fu un monaco e scrittore anglosassone.
Discepolo curioso e attento, si formò nell'abbazia di Monkwearmouth-Jarrow. Fu autore di numerose opere, tra cui si segnala per la sua importanza l'Historia ecclesiastica gentis Anglorum, la quale gli valse il titolo di «Padre della storia dell'Inghilterra».
Nel 1899 venne proclamato santo e dottore della Chiesa da papa Leone XIII.

Opera Bedae Venerabilis, 1563

## Biografia

### Le origini
Nel quinto e ultimo libro della sua Historia ecclesiastica gentis Anglorum, è proprio Beda a offrire ai suoi lettori un breve resoconto della sua vita:
Beda redige questa nota autobiografica intorno al 731, all’età di 59 anni. Per questo motivo, oggi si tende a collocare la sua data di nascita tra il 672 e il 673. In questo passo dell’Historia ecclesiastica, Beda afferma di essere venuto alla luce «nel territorio di quel monastero»: questa è una chiara allusione alle due abbazie gemelle di San Pietro a Monkwearmouth e di San Paolo a Jarrow, situate nell’attuale contea del Tyne and Wear e fondate dall’abate northumbro Benedetto Biscop rispettivamente nel 674 e nel 681.
Non si hanno notizie certe sulle origini di Beda: secondo alcuni studiosi, egli non apparteneva a una famiglia influente e, proprio per questo, non riuscì mai ad assumere il ruolo di abate; al contrario, a detta di altri, Beda era membro di una stirpe potente, molto vicina a figure di spicco, tra cui lo stesso Benedetto Biscop
Il nome «Beda» è molto raro. Nei manoscritti esso compare nelle seguenti forme: «Baeda» (quella più antica), «Bēda» e «Bedanus». A livello etimologico, il nome «Beda» è di solito associato al sostantivo «bead», «preghiera» e al verbo «beodan», «annunciare», entrambi derivanti dall’antico inglese. Prendendo invece in considerazione un’etimologia alto tedesca, «Beda» significherebbe «combattente».

### La vita monastica
Affinché ricevesse una solida formazione, all’età di sette anni Beda fu affidato come oblato a Benedetto Biscop. All’epoca questa pratica era assai comune: molti fanciulli venivano educati in monasteri o abbazie, senza però avere l’obbligo di intraprendere poi una carriera ecclesiastica.
Nel 682 Beda passò sotto la tutela del futuro abate Ceolfrith. Con quest’ultimo, egli condivise la terribile esperienza della peste, scoppiata a Jarrow intorno al 686 e narrata nell’anonima Vita Ceolfridi.
Tra il 691 e il 692 Beda fu consacrato diacono da Giovanni di Beverley, vescovo di Hexham. Questo fu un fatto eccezionale: infatti, al tempo, i ragazzi non avevano di norma accesso al diaconato fino al venticinquesimo anno d’età.
Tra il 702 e il 703, sempre per mano di Giovanni di Beverley, Beda fu ordinato presbitero.
Durante gli anni trascorsi a Monkwearmouth e Jarrow, Beda si dimostrò sin da subito un allievo eccellente: si appassionò al canto, imparò presto a padroneggiare il latino e il greco e, attingendo dalla Vulgata gerolimiana, acquisì una conoscenza «di seconda mano» dell’ebraico. Inoltre, egli era solito dedicare parte del suo tempo allo studio della matematica e dell’astronomia, discipline indispensabili al calcolo esatto della Pasqua e del calendario liturgico.
Per ampliare il suo sapere, Beda poteva consultare i moltissimi volumi presenti nella biblioteca del suo monastero. Questa collezione libraria venne notevolmente arricchita nel tempo, arrivando a contare circa 200 volumi. Qui Beda aveva a disposizione diverse versioni della Bibbia, le principali opere di Agostino, Ambrogio, Girolamo e Gregorio Magno e alcuni scritti pagani, tra i quali quelli di Virgilio, utili per l’apprendimento della lingua latina e dell’arte metrica.
Beda, considerato uno degli uomini più colti della sua epoca, divenne poi a sua volta precettore nell’abbazia di Monkwearmouth e Jarrow.
Quando non era impegnato nello studio, nell’insegnamento o nell’osservanza quotidiana della regola monastica, Beda si dedicava alla scrittura. In poco più di trent’anni produsse circa sessanta volumi, non sempre databili con precisione: i suoi primi scritti, il De orthographia, il De arte metrica e il De schematibus et tropis, realizzati a scopo didattico, furono certamente composti tra il 692 e il 703; mentre i suoi ultimi lavori, fra cui si ricorda un’epistola indirizzata al suo ex discepolo e futuro vescovo di York Egbert, risalirebbero al 734/735.
Intorno al 703 Beda, da sempre interessato alla dottrina delle sei età del mondo, propose nel suo De temporibus un’innovativa periodizzazione della storia universale. Questa nuova cronologia, in netta contrapposizione con le credenze dell’epoca, gli costò nel 708 un’accusa di eresia. L’autore, certo della sua innocenza, si dimostrò sensibile a queste critiche, nate da ignoranza e superstizione, e rimase amareggiato dallo scarso sostegno ricevuto dagli amici in questa difficile circostanza.
Pochi anni dopo, nel 716, Beda fu scosso ancor più duramente dalla partenza per Roma dell’abate Ceolfrith, suo mentore e maestro. Benché i due fossero molto legati, Beda decise di non seguirlo. In effetti, durante i cinquantanove anni trascorsi presso il monastero di Monkwearmouth e Jarrow, Beda si spostò poco e solo per esigenze legate allo studio o all’insegnamento. Nel 720 si recò sull’isola di Lindisfarne, presso l’abate Eadfrid, per raccogliere informazioni utili alla composizione di una vita in prosa di san Cuthbert. In questo stesso periodo, Beda fece visita all’amico e presbitero Wicthed, ma non è dato sapere in quale luogo. Ancora, tra il 732 e il 733, egli raggiunse la città di York, dove tenne alcune lezioni nella scuola della cattedrale, fondata dal suo discepolo Egbert e nota per aver formato Alcuino.
Le fonti non dicono nulla di certo circa un suo possibile soggiorno a Roma.

### La morte
Beda morì a Jarrow il 26 maggio 735, giorno dell’Ascensione del Signore. Una fonte preziosa per ripercorrere i suoi ultimi giorni di vita è la cosiddetta Epistola de obitu Bedae, compilata da Cuthberth, allievo di Beda e futuro abate di Monkwearmouth e Jarrow. In questa lettera, indirizzata al suo condiscepolo Cuthwin, Cuthberth descrisse con grande partecipazione emotiva la morte del suo maestro. Beda si era ammalato di asma poco prima della Pasqua del 735, ma nonostante la malattia lo affaticasse molto continuò a scrivere, cantare, pregare e insegnare fino all’ultimo.
Secondo quanto riporta Cuthbert, poco prima di morire Beda recitò questo brevissimo brano in antico inglese, oggi noto come Bede’s death song:
ðonc snottora ðon him ðearf siæ

to ymbhycgenne ær his hinionge

hwæt his gastæ godes oððe yfles

prudente può esser di più, s’egli pensa,

già prima che l’anima sua di qui parta,

a ciò che, causato dal bene e dal male

compiuto, per essa sarà decretato»
Questo canto, in cui si allude al destino dell’uomo dopo la morte, è contenuto in circa 45 manoscritti. Nonostante la sua grande fortuna, non è ancora chiaro se si possa davvero attribuire a Beda: se così fosse, questo sarebbe il suo unico componimento volgare giunto sino a noi.

## Venerazione e fortuna
Beda iniziò ad essere venerato poco dopo la sua morte. Nel Medioevo, il culto del santo si diffuse rapidamente a York e nel Nord dell'Inghilterra, ma non nel Sud del Paese, dove era invece seguito il rito di Sarum.
Nel corso degli anni, le sue reliquie furono più volte traslate. Fino all’inizio dell’XI secolo, esse rimasero a Jarrow. Successivamente, per proteggerle dalle frequenti scorrerie danesi dell’epoca, vennero trasferite a Durham, dove furono unite a quelle di san Cuthbert. Nel 1155 fu fatta una ricognizione delle ossa di Beda e nel 1373 venne realizzato un monumento marmoreo per ospitarle. Da quanto sappiamo, quando in età moderna questa costruzione venne abbattuta, i resti del corpo di Beda furono gettati in una grande tomba, comunemente chiamata The Tomb of Bede. Nel 1831 James Raine la aprì con la speranza di ricostruire per intero lo scheletro del santo, ma non riuscì nel suo intento. Oggi il corpo di Beda si trova nella cattedrale di Durham.
Con il passare del tempo la fama di Beda si estese all’intera Europa. Lo stesso Dante mostrò una forte ammirazione nei suoi confronti menzionandolo nella Commedia, in particolare nel decimo canto del Paradiso:
Vedi oltre fiammeggiar l’ardente spiro
d’Isidoro, di Beda e di Riccardo
che a considerar fu più che viro
Come sottolinea Giosuè Musca, non è certo in quale misura Dante abbia letto le opere di Beda. Probabilmente egli lo ricorda qui accanto a Isidoro di Siviglia e Riccardo di San Vittore «come uno dei grandi sistematori del sapere di tutta l’età medievale».
Durante l’età medievale, a Beda venne associato l’appellativo di «Venerabile». Da quanto sappiamo, esso fu utilizzato da Alcuino di York, Amalario e Paolo Diacono. Inoltre, nei concili di Aquisgrana dell’816 e dell’836 Beda venne descritto come «Venerabilis presbyter».
Non è chiaro come sia nata questa denominazione. Secondo un’antica leggenda, narrata per la prima volta da Thomas Fuller, un discepolo di Beda fu incaricato di comporre un verso leonino per l’epitaffio del suo maestro, ma non essendo in grado di ultimarlo, andò a dormire lasciando incisa sulla lapide la frase mutila «Haec sunt in fossa Bedae...ossa». Durante la notte la lacuna venne miracolosamente colmata con l’aggiunta del titolo «venerabilis», riferito proprio a Beda.
Stando a un altro racconto tradizionale Beda, ormai vecchio e cieco, fu invitato da un suo allievo a predicare davanti a delle pietre, chiamate a sostituire il popolo. Quando il santo finì di parlare, le pietre, commosse dalle sue parole, gridarono: «Amen, Venerabilis Presbyter!».
Queste due leggende, nate dall’ingenuità popolare, mettono senza dubbio in evidenza il legame d’affetto presente tra Beda e i suoi fedeli.
Nel 1859, il cardinale Nicholas Patrick Stephen Wiseman e alcuni vescovi inglesi indirizzarono una petizione alla Santa Sede affinché Beda fosse dichiarato dottore della Chiesa. Questa richiesta venne presa in considerazione già ai tempi del pontificato di papa Benedetto XIV (1740-1758), ma solo il 13 novembre 1899 papa Leone XIII decretò ufficialmente Beda Doctor Ecclesiae ed estese il suo culto all’intera comunità cristiana. Lo stesso Leone XIII promosse a Roma la fondazione del Pontificio Collegio Beda, nato per accogliere tutti gli inglesi aspiranti al sacerdozio.
La commemorazione liturgica di Beda fu più volte spostata all’interno del calendario liturgico: inizialmente egli era ricordato il 26 maggio insieme ad Agostino di Canterbury; a partire dal XV secolo, la sua festa liturgica cominciò ad essere celebrata il 27 maggio (data ancora oggi rispettata nel rito tridentino), mentre il nuovo Martirologio Romano la colloca il 25 maggio. Nel rito ambrosiano, Beda viene invece commemorato il 23 maggio.
Il ricordo di Beda sopravvive ancora oggi. Papa Francesco ha inserito nel suo stemma il motto «miserando atque eligendo», tratto dalla ventunesima Omelia di Beda. Qui l’autore anglosassone, commentando l’episodio evangelico riguardante la vocazione di san Matteo, scrive: «Vidit ergo Iesus publicanum et quia miserando atque eligendo vidit, ait illi Sequere me» («Vide Gesù un pubblicano e siccome lo guardò con sentimento di amore e lo scelse, gli disse: Seguimi»). Come ribadito dalla Santa Sede, l’espressione «miserando atque eligendo» venne scelta da Bergoglio in ricordo della sua consacrazione a Dio, avvenuta proprio nel giorno di San Matteo.
A Jarrow è stato creato il cosiddetto Bede Museum, un’esposizione interamente dedicata al santo e ai suoi tempi. Inoltre, una delle stazioni della Metropolitana di Tyne e Wear è stata intitolata a Beda negli anni ’80.

## Le opere

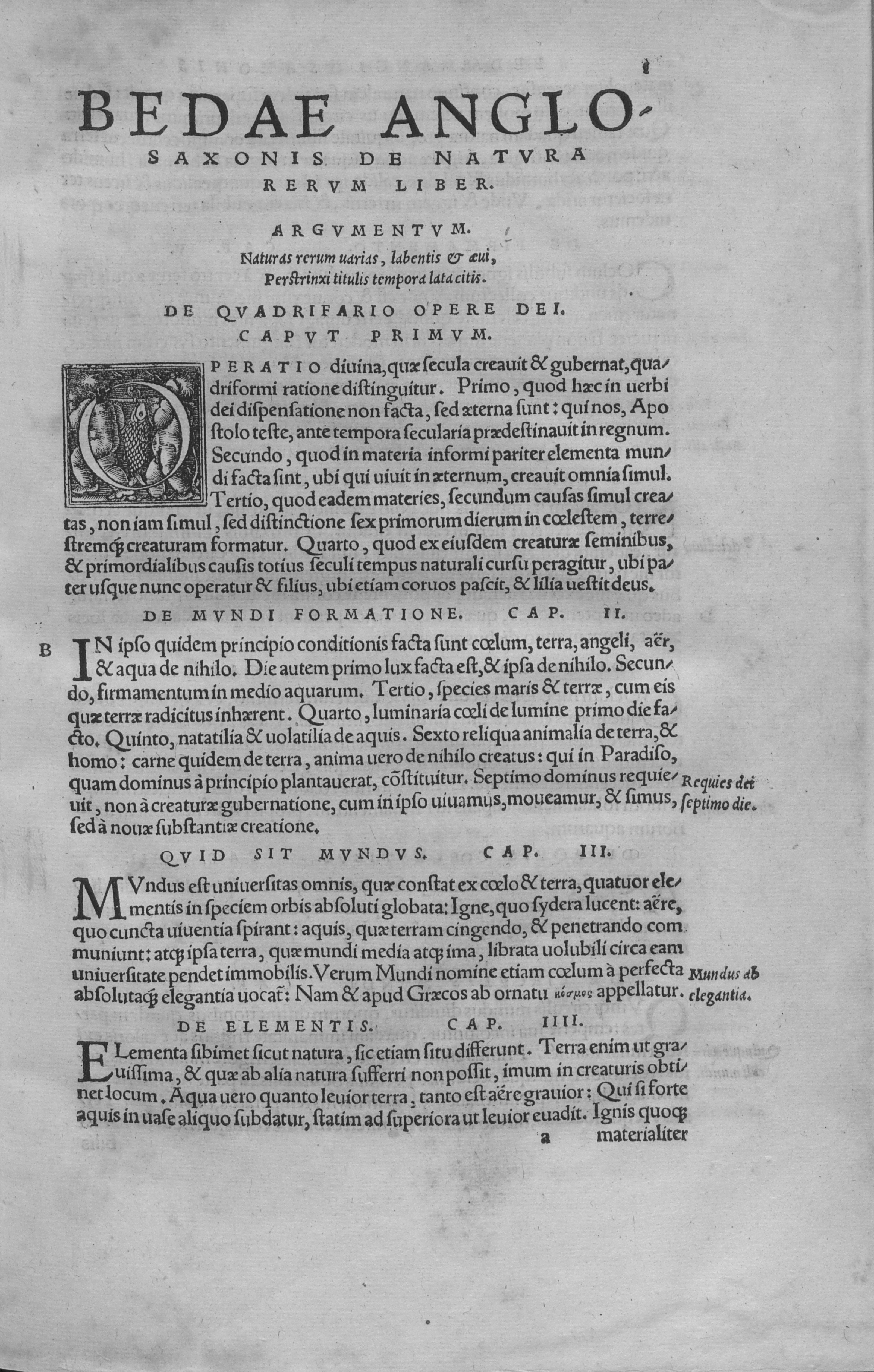
De natura rerum, 1529

### Introduzione alle opere
Come accennato in precedenza, Beda fu uno scrittore estremamente prolifico. La sua produzione ha inizio tra il 692 e il 703, quando era ancora diacono e termina nel 735, anno della sua morte.
Beda compose opere in prosa e in poesia, adoperando il latino e il volgare nella sua attività. Non sopravvive tuttavia molto della sua produzione in volgare, se non i cinque versi della cosiddetta Bede’s death song, trasmessi dall’epistola di Cuthberto e ancora oggi non attribuibili con sicurezza a Beda.
Per quanto riguarda invece la produzione latina, possiamo osservare come l’opera di Beda sia estremamente vasta per generi e temi in essa inclusi: il Venerabile si occupò di teologia, esegesi, storia, cronachistica, scienze naturali, astronomia, meteorologia, cronografia, poesia, geografia e morale. Gran parte di queste sue opere è presentata da Beda stesso all’interno della sua Historia ecclesiastica (V, XXIV); la lista, o indiculus, cataloga le opere non cronologicamente, ma per genere e contenuto, dando particolare rilievo agli scritti teologici.
È importante ricordare come nell’indiculus non compaiano le opere composte successivamente al 731 (data di composizione dell’Historia), e che pertanto questa lista non rappresenti l’inventario dell’opera omnia dell’autore.
Fra le fonti adoperate da Beda troviamo i Padri della Chiesa, gli autori della tarda antichità cristiana (fra i quali Isidoro di Siviglia, Orosio, Gregorio di Tours) e, in misura minore, i classici.

### Opere teologiche

#### Opere esegetiche
Costituiscono, a detta di Beda stesso, la sezione più importante della sua intera opera. Si tratta di commenti esegetici ad interi libri o a passi importanti del Vecchio e del Nuovo Testamento; di opuscoli dedicati all’interpretazione e presentazione di personaggi, luoghi o episodi biblici; di sommari e sintesi di libri delle Scritture già ampiamente commentati da autori precedenti; di omelie per la celebrazione liturgica.
Il metodo esegetico adottato da Beda tende, partendo dal significato letterale delle Scritture, a favorire l’interpretazione allegorica del testo, seguendo la linea interpretativa che aveva trovato la sua culla ad Alessandria e sulle pagine di Origene.
Nel comporre i propri commenti, Beda si rivela un attento collazionatore dei manoscritti che gli sono disponibili. Fa inoltre un ampio impiego di fonti, in particolare patristiche: Agostino, Ambrogio, Girolamo e Gregorio Magno, la cui presenza è sempre segnalata dall’autore stesso. Nei suoi autografi infatti sono segnate a margine le sigle delle fonti da cui trae ispirazione e citazioni.
Le opere esegetiche così confezionate diventano testi di insegnamento cristiano di grande successo e diffusione, rendendosi allo stesso tempo strumenti che facilitano l’accessibilità alla cultura dei Padri della Chiesa e insieme rivelandosi veicolo di una convinta condanna dell’eresia e un’attenta osservanza del cristianesimo romano.
La traduzione della Bibbia di riferimento adoperata da Beda per le proprie opere esegetiche è la Vulgata di Girolamo.
Di seguito si presenta l’elenco delle opere esegetiche con la cronologia della composizione (non ricostruibile per ciascun titolo):

##### Commentarii
- Expositio in Apocalypsin (709-716)
- Expositio in Actus Apostolorum (709-716)
- Expositio in Epistolas Catholicas (709-716)
- Expositio in Lucae Evangelium (709-716)
- Expositio in Samuelem (716)
- Expositio in Marci evangelium (dopo il 716)
- Expositio in Genesim (720)
- Libellus retractationis in Actus Apostolorum (715-725)
- Expositio in Ezram et Neeemiam (725-731)
- Expositio in Librum beati patris Tobiae explanationis allegoricae de Christo et ecclesia
- Expositio in Proverbia Salomonis
- Expositio in Canticum Canticorum
- Expositio in Habacuc[47]
- Collectio ex opusculis S.Augustini in epistolas Pauli apostoli: raccolta dei commenti scritti da s. Agostino sui vari passi delle Epistole di s. Paolo citati nelle sue opere.

##### Capitula Lectionum
Si tratta di sommari numerati di capitoli delle Sacre Scritture, che richiamavano dei numeri corrispondenti inseriti nel corpo del testo biblico per facilitarne la consultazione. La lectio corrispondeva al gruppo di versetti selezionati per essere commentati, mentre il capitulum consisteva in una breve sintesi allegorica ad essi relativa. La grande quantità di capitula, composti in diversi momenti e durante un’ampia parte della vita dell’autore, rende difficile una datazione esatta.
- Capitula lectionum in Pentateuchum, Moysi, Josue, Judicum
- Capitula lectionum in Isaiam, Danielem, XII prophetas et partem Ieremiae; distinctiones capitulorum ex tractatu beati Hieronymi excerptae
- Capitula lectionum in Cantica Canticorum
- Capitula lectionum in Ezram et Neemiam
- Capitula lectionum in totum Novum Testamentum excepto evangelio

##### Trattati
- De tabernaculo (prima del 729): trattato in cui si commentano esegeticamente alcuni capitoli dell’Esodo (24:12-30:21).
- De templo Salomonis (729-731): trattato in cui si commentano esegeticamente alcuni capitoli dei Libri dei Re (5:1-7:51).

##### Quaestiones
- In libros Regum quaestiones XXX: Scritte in risposta a questioni sollevate da Nothelm di Canterbury[51].
- Aliquot Quaestionum liber: raccolta di quindici questioni teologiche, considerata apocrifa. Autentiche sarebbero le prime otto questioni di carattere esegetico (Opusculum de VIII quaestionibus), trasmesse insieme alle In Libros Regum quaestiones XXX e indirizzate a Nothelm di Canterbury[52].

Di seguito si elencano i titoli delle 8 quaestiones autentiche:
1.De stella et magis
2.De eo quod dicit Apostolus: A Judaeis quinquies quadragenas una minus accepi (II Cor. XI)
3.De eo quod ibidem dicit Apostolus: Nocte ed die in profundo maris fui (II Cor XI)
4.De eo quod idem dicit Apostolus: Mihi vindicta, et ego retribuam, dicit Dominus, etc. (Hebr. X)
5.De illo eiusdem Apostoli: Unusquisque in suo sensu abundet (Rom. XIV)
6.De verbis David quibus Saul et Jonathan filium interfectos ploravit
7.Quid sit in psalmo: Ignitum eloquium tuum vehementer (Psal. CXVIII)
8.De reductione arcae Domini de domo Aminadab per regem David
La tradizione manoscritta comprende dieci testimoni:
1. Amsterdam, Bibliotheca Philosophica Hermetica (Mr. J.R. Ritman), 31
2. Brugge, Hoofdbibliotheek Biekorf (Stadsbibliotheek), 22, ff. 159v-161v
3. Brugge, Hoofdbibliotheek Biekorf (Stadsbibliotheek), 34
4. Cambrai, Le Labo - Cambrai (olim Bibliothèque Municipale), 364 (345)
5. Douai, Bibliothèque Marceline Desbordes-Valmore (olim Bibliothèque Municipale), 330
6. Epernay, Médiathèque «Simone-Veil» (olim Bibliothèque Municipale), 19 (14)
7. New Haven, CT, Yale University, Beinecke Rare Book and Manuscript Library, 1075, ff. 59ra-64rb
8. Paris, Bibliothèque Nationale de France, lat. 70
9. Paris, Bibliothèque Nationale de France, lat. 2165
10. Valenciennes, Bibliothèque Municipale, 27 (21)

##### Omelie
Raccolta in due libri di omelie (Homeliarum Evangelii libros II), destinate alla spiegazione del Vangelo cantato nella Messa delle principali feste dell’anno liturgico.
Paolo Diacono testimonia che il numero originale delle omelie ammontasse a cinquanta; tuttavia, il loro grande successo ha facilitato l’alterazione della raccolta, che ha subito modifiche nell’ordine e nella quantità delle omelie ivi comprese, il cui numero è salito a centocinquanta testi.
Furono scritte durante gli ultimi anni della vita dell’autore, fra il 730 e il 735, ma la loro finalità eminentemente pratica ad uso del clero suggerisce che la loro composizione debba essere stata occasionale e dilazionata nel tempo. Per questo motivo non è possibile un’esatta datazione dei singoli testi.
La tradizione manoscritta si aggira sulla sessantina di testimoni.

##### Prontuari di geografia ecclesiastica
- De locis sanctis libellus (701-703): opera estratta da Beda dall’omonima opera di S.Adamnano di Iona, il De locis sanctis libri tres. Fornisce notizie sulla topografia e sui monumenti della Palestina.
- Nomina regionum et locorum de Actibus Apostolorum: opuscoletto in cui si danno notizie sui luoghi che appaiono negli Atti degli Apostoli.
- Nomina locorum ex beati Hieronymi presbiteri et Flavi Iosephi collecta opusculis: operetta citata nel Prologo delle In libros Regum quaestiones[59], elenca nomi topografici che sarebbero stati annotati da Nothelm e interpretati da Beda stesso[60].

#### Collectio Psalterii
Prima parte del Libellus precum (la cui seconda parte è da considerarsi spuria), la Collectio Psalterii o Psalterium parvum è un compendio di versetti tratti dai Salmi e raccolti a scopo di meditazione e di preghiera. Nel Medio Evo è circolato con il nome di Collectio Psalterii Bedae e venne inserito nella raccolta degli Officia per ferias, falsamente attribuita ad Alcuino.
La tradizione manoscritta comprende tre testimoni:
1. Paris, Bibliothèque Nationale de France, lat. 1153
2. Köln, Erzbischöfliche Diözesan- und Dombibliothek, 106 (Darmst. 2106), ff. 65r-71r
3. Paris, Bibliothèque Nationale de France, lat. 13388

### Opere storiche

#### Historia ecclesiastica gentis Anglorum
Opera storiografica in cinque libri sulla storia ecclesiastica della Britannia, è valsa al suo autore l’appellativo di «Padre della storia d’Inghilterra». L’Historia narra della storia religiosa dell’isola e del popolo degli Angli dallo sbarco di Cesare all’anno 731.
Gli eventi sono interpretati in una visione provvidenzialistica di stampo orosiano che determina il punto di avvio stesso della narrazione: se il popolo romano è predestinato a farsi portavoce dell’evangelizzazione, allora la storia dell’isola non può che iniziare con la conquista romana. Allo stesso modo, le vicende del popolo degli Angli e dei Sassoni precedenti al loro arrivo in Britannia (e alla loro conseguente conversione al cristianesimo nella sua forma romana) non sono menzionate, mentre marginale è lo spazio dedicato al popolo dei Britanni, convertitisi al cristianesimo in una sua forma sincretica.

#### Historia Abbatum
L’Historia Abbatum, o Vita quinque sanctorum Abbatum, è la storia in due libri del duplice monastero di Wearmouth e Jarrow, narrata in 23 capitoli attraverso le biografie dei suoi primi cinque abati fino al 716: s. Benedetto Biscop, s. Ceolfrido, Estervino, Sigfrido e Huethberto.
Fu composta necessariamente dopo il 716, in quanto narra della morte di Ceolfrido.
Particolare rilievo viene dato alle figure di Benedetto e Ceolfrido. Del primo, fondatore dei monasteri di S. Pietro a Wearmouth e S.Paolo a Jarrow, sono ricordati i sei viaggi a Roma (nel 653, nel 665, nel 668, nel 671, nel 678 e fra gli anni 684-686), da cui di volta in volta riportava in patria libri, reliquie e immagini sacre. Del secondo è raccontato lo strenuo impegno nell’arricchire i due monasteri di arredi sacri e la biblioteca, creata da Benedetto, di tomi. L’opera si concentra pertanto non sulle virtù degli uomini protagonisti, ma sulle loro azioni concrete.
Quelle presentate sono, peraltro, vite di uomini dotati di grande devozione, le biografie dei quali sono tuttavia prive della narrazione di miracoli. Sono vite concrete radicate nella storia, non narrate per istituire o celebrare un culto della singola figura, ma sempre sviluppate in relazione ad una realtà, un tempo storico e un’istituzione ben precise: la storia del monastero.
L’opera ebbe fortuna solo locale e scarsa circolazione. I testimoni individuati della tradizione manoscritta sono tutti inglesi e datati dopo l’anno 1000. Fra questi, si riportano i seguenti:
1. Aberystwyth, National Library of Wales, 21245 (Mostyn 181), ff. 113ra-119vb
2. Cambridge, Pembroke College (in deposito presso la University Library), 82, ff. 130v-138r
3. Durham, Dean and Chapter Library (Cathedral Library), B.II.35, ff. 123r-136r
4. London, British Library, Burney 310, ff. 171va-176ra
5. London, British Library, Cotton Tiberius D. III, ff. 143v-149v
6. London, British Library, Cotton Vitellius E. I
7. London, British Library, Harley 3020 I, ff. 7r-21r
8. London, British Library, Harley 4124, ff. 87v-89v
9. Oxford, Bodleian Library, Add. C 296 (S.C. 27610), ff. 39-
10. Oxford, Bodleian Library, Digby 112 (S.C. 1713), ff. 40r-47r
11. Oxford, Bodleian Library, Fairfax 6 (S.C. 3886), ff. 174r-179v

#### Agiografia

##### Vita sancti Cuthberti episcopi Lindisfarnensis
Vita di Cutberto santo di Lindisfarne, morto nel 687. L’opera, datata fra il 705 e il 716, è basata su una Vita Cuthberti anonima precedente (datata fra il 699 e il 705).
La vita esiste in due forme: una in versi e una in prosa, entrambe commissionate dal vescovo Eadfrid di Lindisfarne.
La prima ha la forma di un poemetto epico, in circa mille esametri.
Nella vita hanno un ruolo centrale i miracoli, mentre molti dati della vita vengono trascurati. Vi è infatti un’omissione di molti dati cronologici e geografici, giustificata dalla destinazione dell’opera ad un pubblico locale che doveva conoscere già sufficientemente i dati biografici del santo e i luoghi nei quali aveva vissuto.
La versione poetica ha avuto due redazioni, una precedente e una posteriore alla sua controparte in prosa. La prima redazione è trasmessa solo dal ms. Besançon, Bibliothèque municipale, 186; la seconda, corretta in un centinaio di luoghi e arricchita di una dedica a Giovanni di Beverley (vescovo di Hexham e York), è trasmessa in 15 testimoni completi e 5 frammentari.
La forma in prosa, in 46 capitoli, è datata tra il 720 e il 721 ed ha il titolo De vita et miraculis Sancti Cuthberti Liber.
Nella prefazione alla Vita in prosa, Beda espone il suo metodo di cernita del materiale agiografico relativo ai miracoli del santo: sua intenzione è infatti espungere gli eventi miracolosi e fantastici difficilmente credibili dal tessuto narrativo, elementi che sono spesso riconducibili alla tradizione popolare celtica (per esempio, l’espediente narrativo ricorrente dell’apparizione demoniaca che assume la forma di donna seducente per tentare gli uomini.
La tradizione manoscritta conta 38 testimoni.

##### Vita sancti Felicis
Vita di s. Felice di Nola datata fra il 710-720, consiste in una riduzione in prosa della vita poetica in versi precedentemente composta da s. Paolino di Nola, rielaborata per fornire una sintesi storica bene ordinata della vita del santo.
Della tradizione manoscritta si riportano i seguenti sette testimoni:
1. Bruxelles, KBR (olim Bibliothèque Royale «Albert Ier»), 207-08 (3132), ff.52v-55r
2. Montpellier, Bibliothèque Interuniversitaire, Section de Médecine, H 2, ff. 136v-139r
3. Montpellier, Bibliothèque Interuniversitaire, Section de Médecine, H 48, ff. 42r-43r
4. Münster, Universitäts- und Landesbibliothek, Hs. 20 (214) (†)
5. Paris, Bibliothèque Nationale de France, lat. 5278, ff. 40r-41r
6. Paris, Bibliothèque Nationale de France, lat. 5308, ff. 407v-410v
7. Paris, Bibliothèque Nationale de France, lat. 11749, ff. 88v-89r

##### Vita et passio sancti Anastasii
Vita et passio sancti Anastasii è un'opera la cui esistenza è attestata da Beda stesso nell’indiculus presente nell’Historia ecclesiastica (V, XXIV), si tratterebbe di una versione corretta di una pessima traduzione già esistente dal greco. È ancora aperta la questione sullo stato dell’opera, che risulterebbe perduta nel caso in cui non se ne accetti l’identificazione con la Vita Anastasii presente nella Bibliotheca Hagiographica Latina (BHL 408).

##### Il Martirologio
Il Martirologio bediano è un catalogo di santi (suddivisi su 114 giorni dell’anno liturgico) databile fra il 725 e 731 e composto sulla base di più di 50 passiones e vitae precedenti.
È questo il primo esempio di martirologio storico, un elenco di martiri nel quale i nomi dei Santi presentati sono accompagnati da notizie sulla loro vita. Rappresenta pertanto un’espansione del Martyrologium Hyeronimianum, composto in area italiana nel V secolo ed erroneamente attribuito a Girolamo, che presentava soltanto un elenco di nomi, date e luoghi. Il contenuto delle notizie sui Santi aggiunte da Beda riguardano in particolar modo le modalità del loro martirio, come si può leggere nell’indiculus dell’Historia ecclesiastica (V, XXIV) («Martyrologium de nataliciis sanctorum martyrum diebus; in quo omnes, quos invenire potui, non solum qua die verum etiam quo genere certaminis vel sub quo judice mundum vicerint, diligenter adnotare studui»).
Inclusi nel catalogo sono anche nomi di santi che non subirono il martirio, fra i quali Gregorio, Cuthberto, Mellito, Benedetto, Efrem, Arsenio, Maria Maddalena, Simeone, Lupo, Germano e altri.
Alcuni dei giorni sono inoltre vacanti, non presentando alcun nome di santi o martiri.
Il Martirologio è stato estremamente manipolato nel corso della sua tradizione manoscritta: vi si trovano all’interno molte notizie difficilmente attribuibili a Beda, come le descrizioni particolareggiate dei supplizi subiti dai martiri e molte leggende di gusto eccessivamente popolareggiante per essere riconducibili all’autore.
L’importanza del Martirologio di Beda come modello per i martirologi storici è testimoniata dal suo impiego da autori successivi: è stato ripreso da Floro di Lione, il quale fu a sua volta impiegato come base da Adone di Vienne. Dall’opera di quest’ultimo deriva il lavoro di Usuardo di St.-Germain-des-Prés, dal quale discende direttamente il Martirologio Romano (ancora in uso oggi come martirologio ufficiale della Chiesa Cattolica), fatto pubblicare nel 1583 da papa Gregorio XIII.
Fra i manoscritti che trasmettono l’opera, si riportano i seguenti:
1. Bamberg, Staatsbibliothek, Lit. 143 (B.VI.15) III, ff. 92r-119r
2. Bamberg, Staatsbibliothek, Lit. 159 (Ed.V.17)
3. Città del Vaticano, Biblioteca Apostolica Vaticana, Ottob. lat. 3
4. Città del Vaticano, Biblioteca Apostolica Vaticana, Pal. lat. 833 I, ff. 1r-24r
5. Città del Vaticano, Biblioteca Apostolica Vaticana, Pal. lat. 834 I, ff. 1v-25v
6. Città del Vaticano, Biblioteca Apostolica Vaticana, Vat. lat. 6074, f. 1r-v
7. El Escorial, Real Biblioteca de San Lorenzo de El Escorial, l.III.8, ff. 127v 164r
8. Leiden, Bibliotheek der Universiteit, Voss. lat. 8° 15, ff. 20v-21r
9. München, Bayerische Staatsbibliothek, Clm 15818, ff. 97-de circulo anni
10. München, Bayerische Staatsbibliothek, Clm 27305, pp. 1–28
11. Sankt Gallen, Stiftsbibliothek, 451, pp. 5–50 fragm. (gennaio-25 luglio)
12. Sankt Gallen, Stiftsbibliothek, 453, pp. 125b-204b
13. Verona, Biblioteca Capitolare, LXV (63), ff. 2r-48v
14. Verona, Biblioteca Capitolare, XC (85), ff. 97r-109v
15. Wien, Österreichische Nationalbibliothek, 751, ff. 187v-188r fragmentum
16. Würzburg, Universitätsbibliothek, M.p.th.f. 49, ff. 3v-30v
17. Würzburg, Universitätsbibliothek, M.p.th.f. 50, ff. 2r-32v

#### Cronache
Si tratta di due Cronache sulle sei età del mondo, entrambe integrate all’interno di opere maggiori.
- il Chronicon minus, con cui si chiude l’opuscolo De temporibus liber (datata al 703), di cui costituisce i capitoli dal 16 al 22. La tradizione manoscritta della cronaca, la cui circolazione spesso avveniva separatamente dal De temporibus, comprende più di 80 manoscritti[87].
- il Chronicon maius, che conclude l’opera De ratione temporum (datata al 725), di cui costituisce il capitolo 66. Costituisce un’espansione del Chronicon minus. Era frequente la sua circolazione autonoma nei manoscritti, ma risulta difficile stimare il numero esatto di manoscritti che la trasmettono: il De temporum ratione è infatti presente in più di 245 manoscritti, ma non in tutti è presente il capitolo 66[88].

### Opere grammaticali e scientifiche

#### Opere grammaticali
Si tratta di testi scolastici composti nei primi anni della produzione di Beda, di natura compilativa e basata sul sapere tradizionale, la cui finalità più immediata era l’uso da parte dei confratelli.
I grammatici impiegati da Beda come fonti appartengono principalmente al periodo del Tardo Impero: Donato, Carisio, Diomede, Pompeio, Sergio, Audace, Massimo Vittorino, Mallio, Teodoro, Servio, Agrezio, Flavio Capro e Dositeo.

##### De arte metricaeDe schematibus et tropis Sacrae Scripturae
Il De arte metrica e il De schematibus et tropis Sacrae Scripturae sono due opuscoli, entrambi composti e inviati al discepolo Cuthberto fra il 700 e il 703.
- Il De arte metrica è un opuscolo in 25 capitoli in cui sono raccolte forme poetiche con spiegazioni, nozioni di prosodia e metrica ed esempi tratti da scrittori classici (Virgilio, Lucrezio, Lucano), ma soprattutto da poeti cristiani, come Ambrogio, Paolino di Nola, Sedulio e Prudenzio[91]. Fu una grammatica poetica di vasta diffusione e fu a lungo impiegata come testo di insegnamento nelle scuole medievali della Gallia Franca e della Britannia anglosassone[92].
- l De schematibus et tropis Sacrae Scripturae è un trattatello delle forme retoriche riscontrate nella Sacra Scrittura; rappresenta pertanto una breve introduzione allo studio letterario della Bibbia, fornendo in tal modo competenze preliminari allo studio esegetico delle Scritture[93]. Scopo dell’opera è di mostrare il primato delle Scritture sulle opere dell’eloquenza secolare non solo per l’autorità (di provenienza divina) e per l’utilità che proviene dalla lettura della Bibbia (avere accesso alla vita eterna)[94], ma anche per la bellezza dello stile biblico in sé[93].

La tradizione manoscritta delle due opere è vastissima e ammonta a 96 testimoni. Di questi, nessun manoscritto di area inglese risale all’VIII secolo: i più antichi sono continentali del IX.

##### De orthographia
È un dizionarietto di parole con elenchi disposti alfabeticamente (ma che elenca le parole alla rinfusa sotto ciascuna lettera). Le voci sono arricchite con note grammaticali, lessicali, etimologiche, accenni a sinonimi, riferimenti al greco, ad autori classici e alle Sacre Scritture, fungendo in tal modo da raccolta di appunti utili per gli esercizi di latino a un livello elementare.
Composto fra il 692 e il 703, doveva fornire ai monaci addetti di ricopiare le Sacre Scritture le competenze di base dell’ortografia.
È stato ripreso in centinaia dei suoi lemmi dal De ortographia di Alcuino, che ne fornisce così una testimonianza indiretta.
L’opera non ebbe grande diffusione nel medioevo: la tradizione manoscritta si aggira sulla trentina di testimoni.

#### Opere scientifiche

##### De natura rerum
Il De natura rerum è un trattato in 51 capitoli che tratta di cosmografia celeste e terrestre. Composto intorno al 703, è un’opera compilativa di sapere tradizionale, basata su notizie provenienti in massima parte da Plinio il Vecchio, Svetonio e Isidoro di Siviglia e incentrata su una concezione dell’universo dominata da nessi razionali di causa ed effetto.
La tradizione manoscritta consta di 134 testimoni. Fra questi non vi sono tuttavia manoscritti inglesi dell'VIII sec.; i testimoni posteriori discendono da manoscritti di tradizione continentale del IX secolo.

##### De temporibus liber
Il De temporibus liber è un manuale di cronologia astronomica e tecnica incentrato sulla partizione del tempo. È stato composto nel 703, come testimoniano i capitoli 14 e 22, dove si parla del «quinto anno di Tiberio» (ovvero Tiberio III imperatore d’Oriente, salito al potere nel 698).
La sua struttura procede dalle scansioni del tempo più brevi a quelle più lunghe:
- Capitolo 1: minuti e ore
- Capitoli 2 e 3: giorni e notti
- Capitolo 4: settimane
- Capitoli 5 e 6: mesi
- Capitoli 7 e 8: stagioni
- Capitoli 9 e 10: anni
- Capitoli dall’11 al 15: cicli pasquali
- Capitoli dal 16 al 22: le età del mondo

L’ultima sezione costituisce il Chronicon minus, una cronaca delle sei età del mondo derivata, tramite Isidoro di Siviglia, da Agostino.
L’ampia circolazione del testo, spesso nei medesimi codici del De temporum ratione ed estesa al continente, ha prodotto una tradizione di 93 manoscritti.
Non sopravvivono testimoni dell’VIII secolo di area inglese.

##### De ratione temporum
Il De ratione temporum, oppure De temporum ratione o De temporibus liber maior, è un trattato scientifico di contenuto e struttura affine al De temporibus liber.
Terminato nel 725 dopo un lavoro di composizione durato più di 20 anni, si articola in 71 capitoli: 65 (ampliati rispetto ai 16 del De temporibus liber) riguardanti una parte di carattere teorico e 6 che ospitano una cronaca delle sei età del mondo.
Il primo capitolo “De computo vel loquela digitorum” tratta dell’indigitazione, un sistema di numerazione attraverso le dita della mano in uso già ai tempi dei Romani. Questa sezione doveva probabilmente essere rivolta a studenti di giovane età, a differenza dei capitoli successivi di carattere più marcatamente tecnico: l’opera doveva pertanto essere stata composta con la finalità di fornire un testo scientifico di cronologia per più anni successivi di studio.
Il capitolo verrà in seguito estratto e avrà circolazione sotto il nome di Beda col titolo di De loquela per gestum digitorum et temporum ratione libellus.
Fondamentale è poi il capitolo 65, che tratta De circulo magno Paschae, In esso Beda riprende il ciclo pasquale di Dionigi il Piccolo (creatore anche del sistema della datazione ab Incarnatione), sviluppato per gli anni compresi fra il 532 e il 626 per 5 cicli lunari e un totale di 95 anni, e lo continua fino all’anno 1063 per 28 cicli lunari e 532 anni. L’interesse di Beda per il computus della data della Pasqua si inserisce all’interno di una controversia dell’epoca, che vedeva la Chiesa britannica e irlandese opporsi alle regole alessandrine sul calcolo della Pasqua (basate, appunto, sugli scritti di Dionigi il Piccolo) adottate dalla Chiesa romana nel corso del VI secolo.
Nel capitolo 66 è contenuto il Chronicon maius, una cronaca universale condotta fino all’anno 725. In essa sono narrate le sei età del mondo: le prime cinque rientrano all’interno del Vecchio Testamento e la loro cronologia è scandita secondo la Vulgata geronimiana. Questa scelta metodologica permette a Beda di fissare la data della Creazione all’anno 3952 prima dell’incarnazione (differentemente da quanti adoperavano la cronologia basata sui Settanta, che ne fissavano la data al 5330 o al 5199 a.C.). Beda nega inoltre la concezione che vorrebbe che il mondo durasse 6000 anni, perché nessuna età è durata esattamente 1000 anni. La sesta età, inaugurata con la nascita dei Signore, corrisponderebbe all’era in atto, ossia all’era «cristiana», che si estende fino al Giudizio Universale. Sono inoltre introdotte due ere aggiuntive al di fuori della storia terrena, in una prospettiva escatologica: la settima epoca del riposo eterno (a seguito della morte di ciascuno), seguita dall’ottava, caratterizzata dalla risurrezione dei corpi.
L’ampia circolazione di questo trattato fu fondamentale nella diffusione in Europa del calcolo degli anni ab Incarnatione Domini al di fuori del solo uso liturgico.
L’opera era accompagnata da degli ausili pratici per il computo pasquale, che all’interno del codice dovevano precedere il trattato. Si tratta del Magnus circulus seu tabula paschalis annis Domini DXXXII ad MLXIII e del Kalendarium ad usum computandi.
- Magnus circulus seu tabula paschalis annis Domini DXXXII ad MLXIII: si tratta di una tabella pasquale dal 532 al 1063 che consisteva in cicli di 19 anni suddivisi su 8 colonne. Tale tabella riguardava i contenuti esposti dal gruppo di capitoli compresi fra il 44 e il 65 del trattato.
- Kalendarium ad usum computandi (o Annalis libellus): si tratta di un calendario giuliano, la cui forma originale doveva essere priva delle notazioni astronomiche[115] e i nomi dei santi[116] con i quali è stato trasmesso.

Il De temporum ratione è l’opera con la circolazione manoscritta più ampia di Beda, con 245 testimoni (completi e frammentari).

### Scritti poetici
Beda fu molto prolifico anche in ambito poetico. Nell’indiculus delle sue opere, inserito nelle ultime pagine dell’Historia ecclesiastica, è lo stesso autore a dar conto dei suoi componimenti in versi. Qui Beda afferma di aver redatto, oltre ad un poemetto epico in esametri sulla vita di san Cuthberto, anche un Liber Hymnorum «diverso metro, sive rhythmo» e un Liber Epigrammatum «heroico metro, sive elegiaco».
Il Liber Hymnorum non è giunto integro sino a noi. Secondo quanto riportato in un catalogo dell’XI secolo rinvenuto nella biblioteca tedesca di Lorsch, esso conteneva in origine 77 inni.
Il Liber Epigrammatum, invece, non si è conservato: per questo motivo, negli ultimi anni gli studiosi hanno potuto solo ipotizzare quali fra i diversi testi poetici scritti da Beda fossero davvero destinati a questa raccolta.
Oggi la maggior parte della produzione poetica di Beda è andata persa. Tra i componimenti superstiti, difficilmente collocabili con sicurezza in uno dei due Libri, si ricordano in particolare i seguenti:
- I dodici Inni: composti in dimetri giambici, furono redatti in occasione di specifiche festività liturgiche (la Quaresima, la Pasqua, la Pentecoste, l’Ascensione del Signore e varie commemorazioni di santi).
- Hymnus de opere sex primordialium et de sex aetatibus mundi: scritto in dimetri giambici e probabilmente destinato a scopo liturgico, fu molto apprezzato da Alcuino, il quale lo inserì in un «manuale» di devozione poi inviato ad Arnone, arcivescovo di Salisburgo[121].
- Versus de die iudicii: questo poemetto, formato da 163 esametri e indirizzato al vescovo di Hexham, è inserito dagli studiosi tra le opere giovanili di Beda. Qui l’autore, tormentato dal costante pensiero del Giorno del Giudizio, invoca grazia e perdono e si raccomanda alle preghiere degli amici. Questi versi sono contenuti in circa 40 manoscritti, provenienti in parte dall’Inghilterra e in parte dall’Europa continentale[122].
- Oratio Bedae: ha tredici distici ed era probabilmente contenuta nel Liber epigrammatum. Il monaco francese Edmon Martène divide questo componimento in due sezioni, la prima composta solo da esametri, la seconda solo da pentametri[123].
- Carmina de Psalmis: sono tre parafrasi poetiche di Salmi. La prima e la seconda, riguardanti rispettivamente i Salmi 41 e 112, sono in esametri. Al contrario la terza, ripresa dal Salmo 83, conta dieci distici elegiaci[124].

Di seguito sono riportati i manoscritti associati alla tradizione dei tre Carmina:
- Carme 41:

1. Bamberg, Staatsbibliothek, Patr. 17 (B.II.10), f. 154r-v
2. München, Bayerische Staatsbibliothek, Clm 4547 «Alani Homiliarium», f. 1v
3. München, Bayerische Staatsbibliothek, Clm 19413 I, ff. 25v-28v
4. München, Bayerische Staatsbibliothek, Clm 19451, II, pp. 214–217
5. Sankt Gallen, Stiftsbibliothek, 265, pp. 123–124

- Carme 112:

1. Bamberg, Staatsbibliothek, Patr. 17 (B.II.10), f. 154v
2. Cambridge, University Library, Ll.1.10 «Book of Cerne», f. 43r
3. München, Bayerische Staatsbibliothek, Clm 4547 «Alani Homiliarium», f. 1v
4. München, Bayerische Staatsbibliothek, Clm 19451, II, p. 217
5. Sankt Gallen, Stiftsbibliothek, 265, p. 124
6. Sankt Gallen, Stiftsbibliothek, 869, p. 156

- Carme 83:

1. London, British Library, Royal 2.A.XX, f. 39v

- Hymnus virginitatis: è noto anche come Hymnus sanctae Edilthridae ed è riportato da Beda nell’Historia ecclesiastica (IV, XIX). La protagonista di questi versi è santa Eteldreda, figlia del re degli Angli Orientali. Dopo essere stata sposata per dodici anni con Egfrido, re della Northumbria, Eteldreda si consacrò a Dio e fondò un monastero nella città di Ely, dove morì nel 679. Questo inno, formato da ventisette distici abecedari ed epanaleptici, si chiude con l’acrostico della parola «Amen».

### L’epistolario
Beda testimonia nel suo indiculus (Historia ecclesiastica V, XXIV) l’esistenza di un libro di lettere, oggi andato perduto, dal quale cita i titoli di cinque epistole:
1. Ad Plegwuinum de aetatibus saeculi (708): lettera di carattere apologetico riguardante un’accusa di eresia rivolta a Beda e connessa al suo De Temporibus Liber. È indirizzata a Plegwin, monaco di Hexham.
2. De mansionibus filiorum Israel (716)
3. De eo quod ait Isaias: “Et claudentur ibi in carcere et post dies multos visitabuntur” (716).
Entrambe queste lettere vengono scritte per rispondere a delle domande avanzate da Acca di Hexham.
4. Epistola ad Helmualdum de ratione bissexti (prima del 725): questa lettera è riportata integralmente nei capitoli 38 e 39 del De Temporum Ratione.
5. Ad Wicthedum de aequinotio vel de Paschae celebratione (725-731): appendice del De Temporum Ratione, tratta in 12 capitoletti del legame fra la data della Pasqua e l’equinozio di primavera. La data fornita dalla lettera stessa sarebbe il 776, ma non è certamente la data originaria (poiché Beda morì nel 735). I numeri che la compongono potrebbero essersi corrotti, o un copista potrebbe aver cancellato la data originale per sovrapporvi quella della propria trascrizione.
Oltre a queste, sopravvivono altre due lettere che risultano autentiche:
6. Ad Albinum (731): questa lettera accompagnava una copia dell’Historia ecclesiastica inviata ad Albino, monaco del monastero di San Pietro e Paolo a Canterbury.
7. Ad Ecbertum (5 Novembre, 734): diretta al discepolo Ecberto, vescovo di York. L’epistola, oltre a fornire consigli sull’evangelizzazione del popolo, si incentra sulla disciplina ecclesiastica e monastica, fungendo così da piccolo manuale pastorale per il perfetto vescovo.